# St. Laurentius (Wustrow)

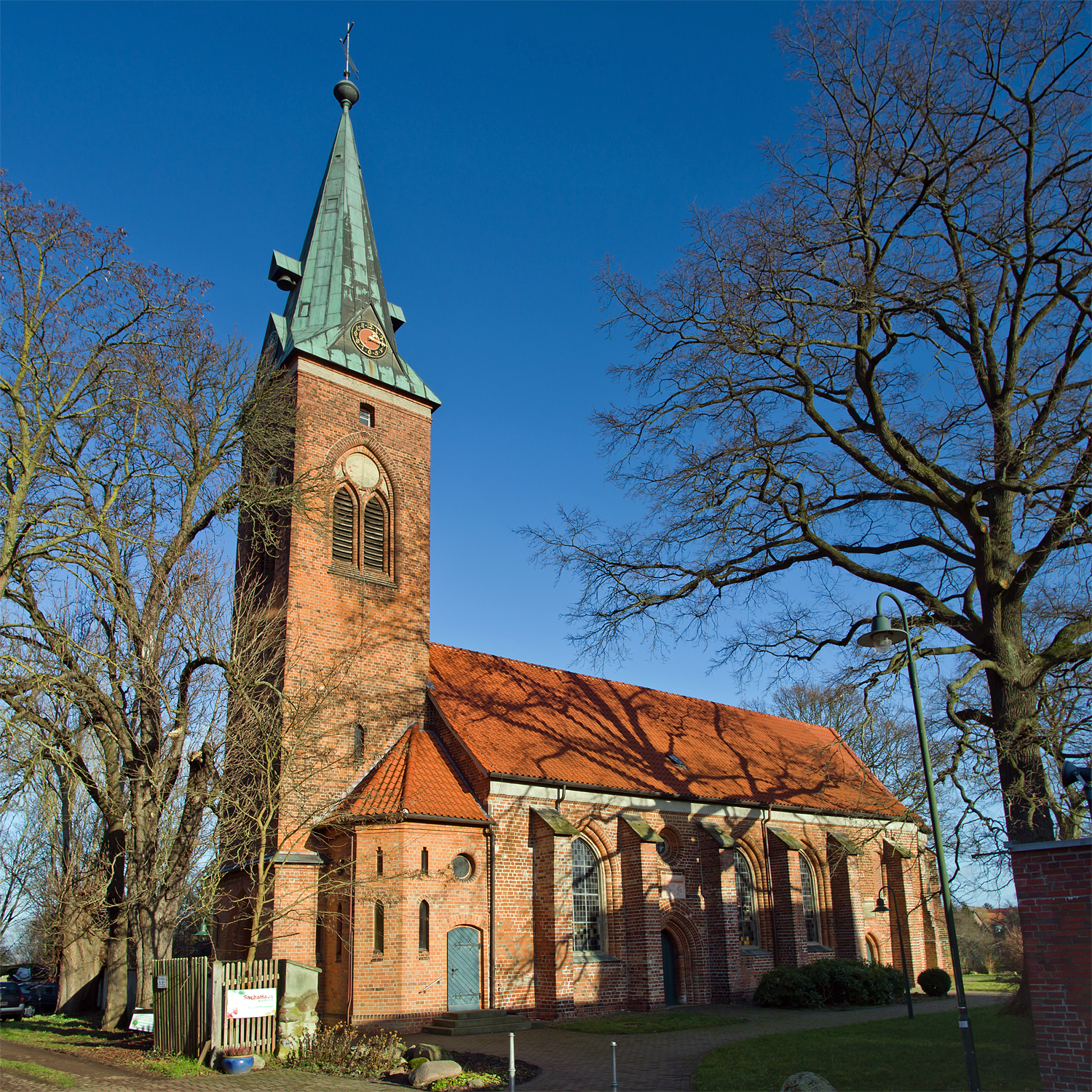
Wustrow (Wendland), St.-Laurentius-Kirche

Die evangelisch-lutherische St.-Laurentius-Kirche in der Stadt Wustrow (Wendland) ist eine gotische Backsteinkirche. Sie gehört zur Kirchengemeinde Wustrow und Satemin im Kirchenkreis Lüchow-Dannenberg der Evangelisch-lutherischen Landeskirche Hannovers.

## Lage
Die Kirche liegt im Zentrum Wustrows, nur wenige Meter von der Jeetzel und dem Marktplatz entfernt.

## Geschichte
Die ältesten Teile der Kirche, Chorwand und Nordwand, entstanden um 1460. Jedoch wird das Jahr 1518 als Baujahr angenommen, da die Kirche in diesem Jahr neu gestaltet wurde. Bei einem Großfeuer in Wustrow 1691 wurde auch die Kirche zerstört. Um das Jahr 1700 wurde sie neu erbaut.

## Architektur
Die gotische Backsteinkirche besitzt im Westen einen Glockenturm mit einem Pyramidendach.

## Orgel
Die Orgel wurde 1845 durch Erduard Meyer als einmanualige Orgel erbaut. Furtwängler & Hammer erbaute 1915 schließlich hinter dem Orgelprospekt eine zweimanualige Orgel mit 19 Registern.

## Besonderheiten
Die Kirche war bis zum Ende des 18. Jahrhunderts ein Begräbnisplatz. Unter der Kirche wurden gegen eine Gebühr wichtige Personen Wustrows begraben, unter anderen Christian Hennig von Jessen, der einige Jahre in der St.-Laurentius-Kirche als Pastor tätig war.